# Antídoto
Un antídoto, antitóxico o contraveneno es una sustancia química cuya función es contrarrestar los efectos de un veneno, toxina o químico. Estos ejercen su acción de modo directo sobre la estructura química del tóxico, y nunca sobre el receptor, son capaces de inactivar al tóxico, o al menos impedir los efectos indeseables de los compuestos tóxicos.
Los antídotos más comunes son los creados por el hombre, mediante la síntesis de otras sustancias químicas. En ocasiones, la misma ponzoña o toxina (especialmente en el caso del veneno de vipéridos) sirve como base para la síntesis y elaboración de estos contravenenos.
Hay también antídotos naturales, como el antisuero, anticuerpos producidos por el propio organismo para anular el veneno. No obstante, podemos aprovecharnos de este obtención natural para aplicaciones artificiales; a saber, inmunizar a un animal inyectándole una dosis pequeña del veneno para que fabrique anticuerpos, extraer su suero y emplear dichos anticuerpos para tratar a otros individuos.
También existen antídotos contra la intoxicación por químicos y pesticidas, generalmente en el caso de los insecticidas caseros, se describe el antídoto para la sustancia química que contiene, para facilitar el trabajo de los médicos en caso de una intoxicación accidental.

## Mecanismo de acción
Los antídotos tienen diferente forma de actuar porque reaccionan químicamente con los sistemas biológicos y aumentan la capacidad del paciente para bioinactivar el tóxico:
- Por destrucción o transformación química de la estructura tóxica: tenemos reacciones de neutralización, en las cuales los tóxicos de carácter ácido son neutralizados con bicarbonato sódico, hidróxido de calcio, magnesio o aluminio y jabones; y los tóxicos de carácter básico son neutralizados con ácido acético o cítrico, o bien limón o vinagre; otra reacción es la de oxidación, donde podemos encontrar al permanganato potásico que actúa oxidando a los alcaloides en el tubo digestivo evitando la acción del tóxico o sobre la morfina o el fósforo; la reacción de reducción trata de reducir al tóxico evitando su absorción, un ejemplo es el sulfato de cobre que reduce al fósforo; también tenemos la hidrólisis, aunque esta se usa muy poco, se han desarrollado anticuerpos monoclonales que son capaces de romper la estructura de la cocaína.

- Por bloqueo del xenobiótico tóxico: a través de la dilución del tóxico, disminuyendo así su concentración y por tanto sus efectos, como pueden ser los cáusticos, el alcohol, los insecticidas, los medicamentos y las drogas;[5] y por adsorción, esto produce que el tóxico se adhiera a la superficie del antídoto, el más usado es el carbón activo, que adhiere a los alcaloides, considerado el contraveneno universal; también pueden absorberse, de forma que los tóxicos quedan incluidos en el interior del antídoto, por ejemplo el agua albuminosa de clara de huevo que absorbe metales; el método de precipitación se trata de la unión del contraveneno al tóxico produciendo la precipitación de ambos, y por tanto la no absorción del tóxico en el organismo, como el sacarato cálcico para destruir el ácido oxálico o el fenol e hidróxido férrico para los compuestos arseniales, o como la rongalita que es una sustancia capaz de formar precipitado con los compuestos de mercurio o bismuto.

- Por combinación con el tóxico, pero sin formar precipitado: tales efectos se pueden conseguir mediante el uso de las más variadas sustancias como los antiácidos, como leche y agua jabonosa; antialcalinos, como agua boricada; o bicarbonato amónico como contraveneno del formol.

- La quelación es el tratamiento de elección en una intoxicación aguda o crónica por metales: los quelantes son moléculas de alto peso molecular, atóxicas y fácilmente eliminables por orina, que atrapan el metal, quedando este en el centro de la estructura del quelante. Aunque los quelantes pueden producir depleción de algunos metales con interés fisiológico o dar reacciones de hipersensibilidad, por lo que hay que tenerlo en cuenta a la hora de administrarlos. Algunos ejemplos son: etilen-diaminotetracético (EDTA), ácido penténico (DPTA), dimercaptosuccinico (DMS), dimercaptopropanolol (BAL), penicilamina y dexferrosamina.

- Por transformación de la estructura química del tóxico en un producto menos tóxico a través de reacciones que se producen en el organismo: es el ejemplo del cianuro, compuesto muy tóxico, para ello podemos utilizar EDTA de cobalto, que se une al cianuro originando cobaltotiocianuro, que ya no es tóxico; añadiendo vitamina B12, formándose cianocobalamina, compuesto no tóxico; o a través de los nitritos, que oxidan el hierro 2 a hierro 3 de la hemoglobina, dando metahemoglobina (hierro 3), así se facilita la unión del cianuro al hierro 3, evitando que se una a su enzima diana y produzca su acción tóxica (cianometahemoglobinemia).

Hay diversos mecanismos de acción, por ejemplo la atropina (anticolinérgico y antimuscarínico) se utiliza para antagonizar farmacológicamente en el receptor los insecticidas organofosforados que producen efectos colinérgicos y muscarínicos letales.
Como no se disponen de antagonistas y antídotos que puedan tener carácter universal, es decir, que sirvan para todos los casos, conviene que en su defecto se aplique la metodología y el agente químico más apropiado para cada caso particular.
El mejor antídoto conocido es el carbón activo, que se presenta en forma de polvo constituido por pequeñísimas esferas que ofrecen una gran superficie con cargas eléctricas capaces de retener por adsorción a la mayor diversidad de sustancias químicas, pero es poco efectivo con los ácidos y las bases fuertes, sales metálicas, alcoholes, disolventes, cianuros y sustancias de absorción rápida; su capacidad de unión es muy superior al de las resinas. Se administra por vía oral, y después conviene extraerlo, mediante vómito o lavado gástrico.

## Tipos
La indicación para el uso de contravenenos se hará de acuerdo con algunos principios: especificidad de acción frente a un tóxico, estado clínico y/o analítico toxicológico y valoración del riesgo/beneficio, ya que algunos poseen toxicidad intrínseca. La precocidad en su utilización continúa siendo un factor condicionante de eficacia y de ahí el interés de su empleo en asistencia prehospitalaria:
- Adrenalina: su uso se limita al choque anafiláctico por picadura.
- Atropina: en intoxicación por insecticidas organofosforados o carbamatos si aparecen síntomas muscarínicos como miosis, visión borrosa o sudoración.
- Corticoides: antídoto en choque anafiláctico o edema glótico tras picadura de abeja o mosquito o una ingesta cáustica grave.
- Diazepam: anticonvulsivante en intoxicaciones con crisis generalizadas, a excepción del cuadro convulsivo por una sobredosis de isoniacida.
- Etanol: antídoto de uso únicamente hospitalario en intoxicación por metanol o etilenglicol. Requiere una vía central o, si el paciente está consciente, la ingesta de una bebida alcohólica de 50 cc.
- Fenitoína: indicado como anticonvulsionante en cuadros convulsivos prolongados si existe ineficacia con benzodiacepinas.
- Flumazenilo: antídoto reanimador en el coma producido por benzodiacepinas con utilidad en la etapa diagnóstica.
- Sueroterapia: medicación inespecífica (Ringer, fisiológico, expansores...) útil, a veces, en atención urgente, para empezar a corregir la hipotensión arterial, muy frecuente en toxicología clínica y que obedece a factores diversos: hipovolemia (falta de ingesta, sudoración, vómitos, diarrea), resistencias periféricas disminuidas, efectos inotrópicos negativos.
- Glucosa hipertónica: en sobredosis por insulina o sustancias hipoglucemiantes, para ayudar a recuperar la concentración de glucosa normal en el organismo.
- N-Acetilcisteína: antídoto hospitalario para la intoxicación por paracetamol.
- Lidocaína: indicada en intoxicación por cardiotóxicos.
- Bicarbonato sódico 1 molar: uso alcalinizante en intoxicaciones por salicilatos y barbitúricos. El bicarbonato/carbónico es el principal tampón extracelular.
- Hidroxicobalamina: necesario lo más precoz posible en intoxicación por cianuro o inhalación de cianhídrico con sintomatología grave, coadyuvado a las medidas de reanimación cardio-pulmonar y a la oxigenoterapia al 100%.
- Piridoxina: en intoxicación aguda por isoniacida.
- Naloxona: antídoto de acción competitiva específica a nivel de receptores opiáceos, que revierte el paro respiratorio y el coma inducido por heroína, codeína, morfina, metadona y otros opiáceos sintéticos.
- Sales de Calcio (cloruro o gluconato cálcico): usado en hipocalcemia clínica.
- Oxígeno: en intoxicación por monóxido de carbono (CO) e intoxicaciones con hipoxemia derivadas por tóxicos depresores del SNC, broncoaspiración.

## Botiquines
Es frecuente la consulta acerca de cuáles deben ser los antídotos indispensables o mínimos que debería haber en un botiquín de emergencias. Por lo que se han diseñado unos principios generales para la inclusión de un contraveneno en un determinado nivel asistencial:
1. Que la sustancia sea efectiva y de eficacia constatada
2. Urgencia en la administración del contraveneno
3. Frecuencia de la intoxicación, según sea el medio rural, urbano o industrial
4. Relación riesgo-beneficio y complejidad de administración (vía oral frente a vía intravenosa, antídoto convencional o inmunoantídoto)
5. Accesibilidad
6. Conservación: ya sea a temperatura ambiente, exigencia de nevera o necesidad de fotoprotección
7. Caducidad
8. Coste

### Tipos
Según estos principios ya podemos clasificar cada antibiótico en los diferentes botiquines:
1. Botiquín de antídotos en domicilio particular: no se necesita ningún contraveneno en especial. La importancia principal reside en una correcta educación sanitaria respecto a posibles contaminaciones a nivel ocular o en la piel. El uso de agua, leche o agua albuminosa como efecto digestivo contra productos domésticos no está asegurada.
2. Botiquín de antídotos en un centro de Salud de Asistencia Primaria:
  - Eméticos: jarabe de ipecacuana o apomorfina
  - Competitivos: naloxona, flumazenilo, oxígeno, atropina, bicarbonato sódico
  - Restauradores: glucosa y piridoxina
  - Bloqueadores: etanol y penicilina
3. Botiquín de antídotos en un centro penitenciario: carbón activado
4. Botiquín de antídotos en una empresa:
  - Reductores: ácido ascórbico y azul de metileno
  - Quelantes: hidroxicobalamina y sales de calcio y magnesio
  - Otros específicos según actividad de la empresa
5. Botiquín de antídotos en un Servicio de Urgencias extrahospitalario y medicalizado:
  - Competitivos: sales de calcio
  - Restauradores: glucagón
6. Botiquín de antídotos en un Hospital básico (nivel I):
  - Competitivos: fitomenadiona, fisostigmina, protamina, ácido folínico
  - Restauradores: n-acetil-cisteína
  - Quelantes: almidón, desferroxamina
  - Otros: sorbitol, sulfato sódico
7. Botiquín de antídotos en un Hospital Intermedio (nivel II-III):
  - Bloqueadores: silibinina
  - Restauradores: pralidoxima
  - Quelantes: dimercaptol, EDTA cálcico disódico, d-penicilamida, suero antiofídico
8. Botiquín de antídotos en el Hospital de Referencia Toxicológica:
  - Competitivos: oxígeno hiperbárico
  - Quelantes: ácido dimercaptosuccínico, suero antibotulínico, anticuerpos antidigital
  - Bloqueantes: fomepizol
9. Botiquín de antídotos en el Hospital de Referencia Nuclear: antídotos quelantes y otros (solución de Shubert, bicarbonato sódico)